# Tajirowe
Tajirowe (ukrainisch Таїрове; russisch Таирово/Tairowo) ist eine Siedlung städtischen Typs im Süden der Ukraine, etwa 17 Kilometer südwestlich vom Stadtzentrum der Oblasthauptstadt Odessa und 25 Kilometer nordöstlich der ehemaligen Rajonshauptstadt Owidiopol entfernt am Suchyj-Liman gelegen.

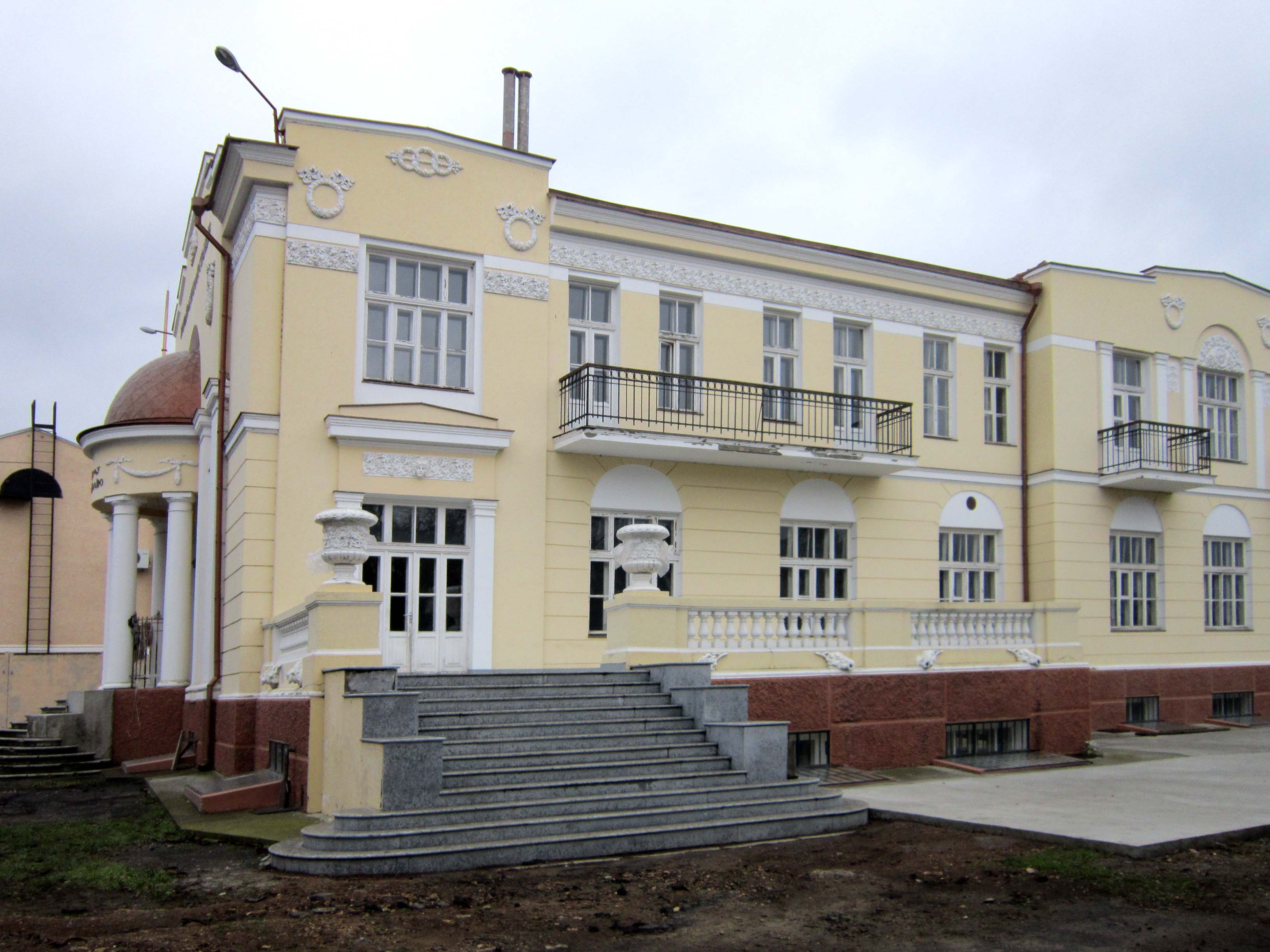
Institutsgebäude in Tajirowe

Die Siedlung entstand offiziell 1982 als Siedlung städtischen Typs, sie entstand aus den Institutsgebäuden der Weinbauakademie von Wassili Tairow, welcher dieser hier 1905 begründete und in den Folgejahren immer weiter ausbaute.
Am 6. Dezember 2014 wurde die Leninstatue im Ort entfernt.
Am 6. Juni 2017 wurde die Siedlung zum Zentrum der neugegründeten Siedlungsgemeinde Tajirowe (Таїровська селищна громада/Tairowska selyschtschna hromada). Zu dieser zählten die 3 in der untenstehenden Tabelle aufgelistetenen Dörfer, bis dahin bildete zusammen mit den Dörfern Balka (Балка) und Lymanka (Лиманка) sie die gleichnamige Siedlungsratsgemeinde Tajirowe (Таїровська селищна рада/Tairowska selyschtschna rada) im Osten des Rajons Owidiopol.
Seit dem 17. Juli 2020 ist sie ein Teil des Rajons Odessa.
Folgende Orte sind neben dem Hauptort Tajirowe Teil der Gemeinde:
| Name                     | Name        | Name                       |
| ukrainisch transkribiert | ukrainisch  | russisch                   |
| ------------------------ | ----------- | -------------------------- |
| Balka                    | Балка       | Балка                      |
| Lymanka                  | Лиманка     | Лиманка (Limanka)          |
| Suchyj Lyman             | Сухий Лиман | Сухой Лиман (Suchoi Liman) |